# Hakoah Czernowitz
Hakoah Czernowitz (rumän. Hakoah Cernăuți) war ein jüdischer Fußballverein aus Czernowitz in einer Zeit, als diese Stadt zu Rumänien gehörte. Zwischen 1910 und 1914 gab es bereits einen Verein gleichen Namens, der sich 1914 jedoch in Makkabi Czernowitz umbenannt hatte.

## Geschichte
Hakoah Czernowitz wurde etwa 1920 als 1. Jüdischer Sport- und Turn-Verein Hakoah Czernowitz gegründet. Am 11. März 1925 wurde der Verein aufgrund der neuen Verordnung des Regionalkomitees, wonach Vereinsnamen keine Nationalitäten enthalten durften, in Hakoah Cernăuți umbenannt. Am 25. Februar 1932 erfolgte der Anschluss der Fußballabteilung an Makkabi Czernowitz und etwa 1940 wurde der Verein aufgelöst.

## Vereinsbilanz
| Saison  | Platzierung |
| ------- | --- |
|         | |
| 1921    | 9. Platz in der Czernowitzer Meisterschaft                                                                                          |
| 1922    | 6. Platz in der Czernowitzer Meisterschaft und Qualifikation für die neu gegründete II. Klasse der Czernowitzer Meisterschaft       |
| 1922/23 | unbekannte Platzierung in der II. Klasse der Czernowitzer Meisterschaft                                                             |
| 1923/24 | 1. Platz in der II. Klasse der Czernowitzer Meisterschaft und Aufstieg in die I. Klasse                                             |
| 1924/25 | 3. Platz in der I. Klasse der Czernowitzer Meisterschaft                                                                            |
| 1925/26 | 1. Platz in der I. Klasse der Czernowitzer Meisterschaft und Teilnahme an der Endrunde zur rumänischen Fußballmeisterschaft 1925/26 |
| 1926/27 | 5. Platz in der I. Klasse der Czernowitzer Meisterschaft                                                                            |
| 1927/28 | 5. Platz in der I. Klasse der Czernowitzer Meisterschaft                                                                            |
| 1928/29 | 2. Platz in der I. Klasse der Czernowitzer Meisterschaft                                                                            |
| 1929/30 | 4. Platz in der I. Klasse der Czernowitzer Meisterschaft                                                                            |
| 1930/31 | 3. Platz in der I. Klasse der Czernowitzer Meisterschaft                                                                            |
| 1931/32 | Teilnahme an der Qualifikation für die Czernowitzer Meisterschaft (5. Platz zum Zeitpunkt des Anschlusses an Makkabi Czernowitz)    |

## Stadion
Bis 1928 hatte der Verein kein eigenes Stadion. Hakoah trug seine Heimspiele (das letzte am 8. November 1931) auf dem Boisko Polskie, dem Jahnplatz, dem Makkabiplatz und dem Dragoș-Vodă-Platz aus.
Ab Frühjahr 1928 besaß Hakoah einen eigenen Platz, der aber für Meisterschaftsspiele der I. Klasse nicht zugelassen wurde.